# Fazenda do Centro
A Fazenda do Centro é uma fazenda do século XIX, reconhecida por ter sido utilizada para a primeira reforma agrária do Brasil. Está localizada no estado do Espírito Santo, a oito quilômetros do município de Castelo. 

## História
A Fazenda do Centro fez parte do início da povoação do município de Castelo pelos desbravadores portugueses, vivenciou o período áureo do café assim como a escravidão e testemunhou a imigração italiana na região. Recebeu este nome por sua localização geográfica, que permitia ser um centro de encontro para as comemorações e festas dos fazendeiros da região. Àquela época, estas celebrações costumavam ser anuais e duravam uma semana.
Ela pertencia ao Major Antônio Vieira Machado da Cunha e posteriormente foi adquirida pelo português Manuel Fernandes Moura. Durante o período da escravidão, tinha em torno de seiscentos escravos para trabalhar em uma fazenda de aproximadamente três mil quilômetros. Chegou a ter uma banda formada por cerca de dezoito escravos ou libertos, que tocavam nos eventos da região.
Com a abolição da escravatura no final do século XIX, dificuldades financeiras começaram a surgir para manter a fazenda e ela ficou abandonada por quase uma década.  Isso auxiliou o Frei Manuel Simón, pertencente à Ordem Agostiniana, a adquirir a fazenda juntamente com José Mariano em 1909, após visitá-la com um grupo de imigrantes italianos e encantar-se com a beleza e fertilidade da região.
Em 1910, a fazenda foi loteada em partes de dez alqueires cada e distribuída para o assentamento de cerca de trezentas famílias de imigrantes italianos, o que muitos consideram como a primeira reforma agrária. Graças ao trabalho destes, na primeira década do século XX, a fazenda foi um ativo centro comercial e social com sua produção de café e de cereais. Impulsionou o desenvolvimento da região com o estabelecimento do sistema cooperativista, integrando as indústrias de beneficiamento de café, arroz, cana-de-açúcar e milho.
Posteriormente as dimensões da fazenda foram diminuindo, devido à doações para comunidades, loteamentos e invasões.
Entre 1952 e 1972 a casa sede abrigou um seminário para formação de jovens religiosos, que retorna ao casarão em outro período posterior, entre 1984 e 1989.

## Arquitetura
O casarão da Fazenda do Centro foi erguido em 1845 em uma fazenda próxima a um centro ativo de mineração. A casa sede, de dimensões enormes, possui em torno de mil oitocentos metros quadrados, com quarenta e dois cômodos, uma delas abrigando a capela, e um total de setenta e nove janelas 

## Manutenção do Casarão
O Instituto Frei Manuel Simón conseguiu um acordo de comodato de vinte anos com a Ordem Agostiniana, como o intuito de recuperar o casarão. Com esforços para conseguir apoio das autoridades governamentais, conseguiram realizar obras emergenciais de contenção e escoramento da Ala 1 da casa sede da Fazenda do Centro, que foram contratadas pelo Governo do Estado. Em paralelo, o Instituto Frei Manuel Simón fez campanhas para receber doações de telhas de bica para cobrir a obra, as quais foram doadas pelas famílias que fazem parte da comunidade castelense.
Também buscaram bens móveis para ambientar a Capela Santo Tomás de Vilanova assim como outros cômodos do casarão.